# ディーバ・スタジアム
ディーバ・スタジアム(Deva Stadium)は、イングランド・チェシャー州チェスターにあるスタジアム。

## 概要
2004年から2007年までは、スポンサー名を冠してソーンダース・ホンダ・スタジアムと呼ばれていた。現在は、チェスター・シティFCのホームスタジアムとなっている。収容人数は6,012人。
1992年、シーランド・ロードから移転。

## 入場者数

### 平均入場者数
- 2007-2008: 2,586人（フットボールリーグ2）
- 2006-2007: 2,473人（フットボールリーグ2）
- 2005-2006: 2,964人（フットボールリーグ2）
- 2004-2005: 2,812人（フットボールリーグ2）

### 最大入場者数
- 20,500人 (FAカップ 3回戦) チェスター v チェルシー, 1952.1.15 - シーランド・ロード
- 5,987人 (カンファレンス) チェスター v スカーボロ, 2004.4.17 - ディーバ・スタジアム